# 佐爾萊尼鄉
46°16′N 27°43′E / 46.267°N 27.717°E
佐爾萊尼鄉（羅馬尼亞語：Comuna Zorleni, Vaslui），是羅馬尼亞的鄉份，位於該國東北部，由瓦斯盧伊縣負責管轄，面積133平方公里，海拔高度227米，2007年人口9,699，人口密度每平方公里73人。